# Obid
Obid és un poble i municipi d'Eslovàquia que es troba a la regió de Nitra, al sud-oest del país. Compta amb una població de 1.147 habitants (2022).

## Història
La primera menció escrita de la vila es remunta al 1237.

## Demografia
| Godina             | 1994 | 2004 | 2014   | 2024   |
| ------------------ | ---- | ---- | ------ | ------ |
| Nombre de persones | 0    | 1147 | 1159   | 1143   |
| Diferència         |      | –    | +1,04% | −1,38% |

| Godina             | 2023 | 2024   |
| ------------------ | ---- | ------ |
| Nombre de persones | 1135 | 1143   |
| Diferència         |      | +0,70% |